# Waifu

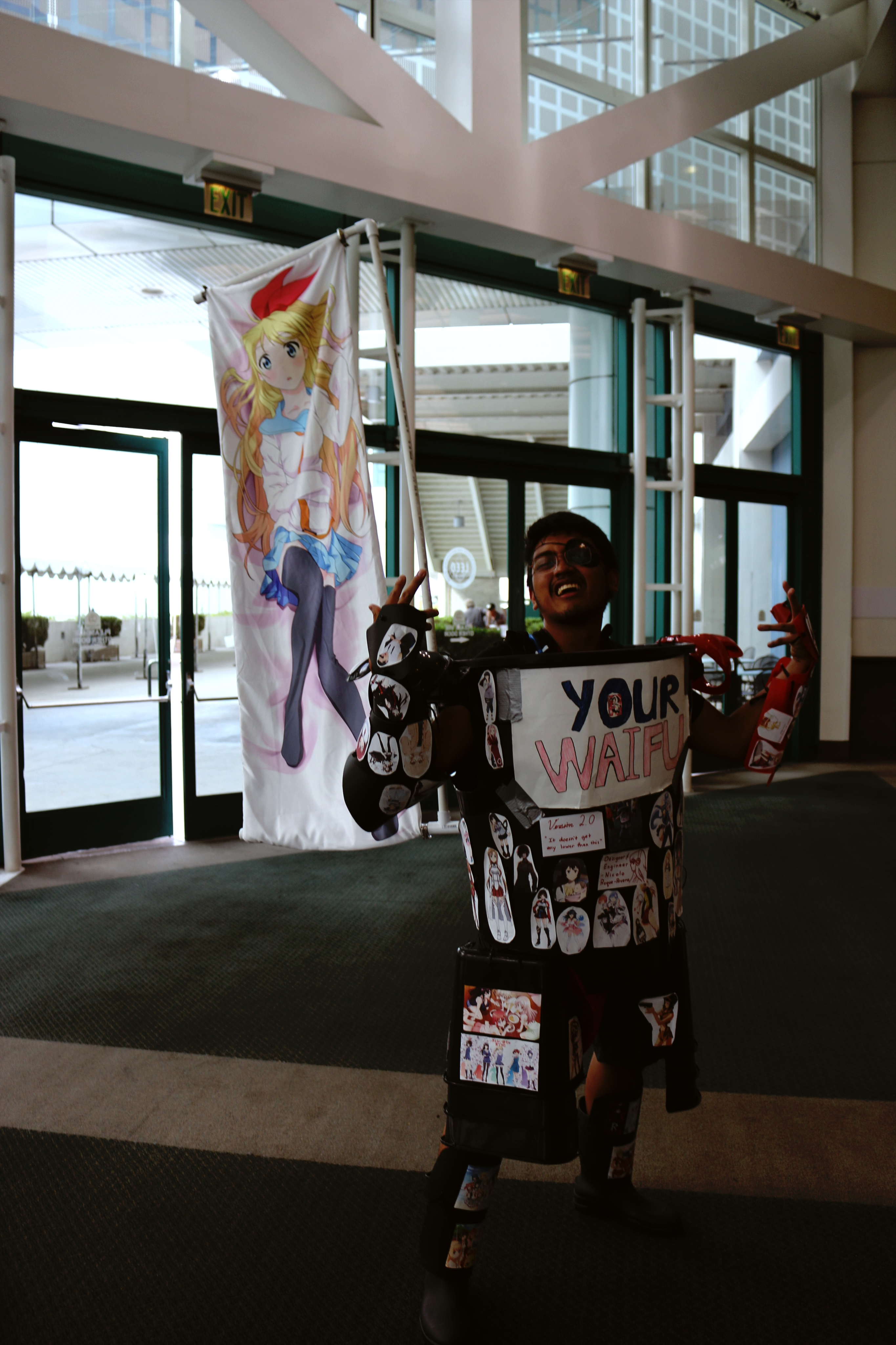
Cosplayer verkleidet als Mülltonne auf der Anime Expo 2016 mit einer Waifu von Chitoge Kirisaki aus Nisekoi.

Eine Waifu ist eine weibliche fiktive Figur, zu der eine besondere Beziehung oder Fanliebe gepflegt wird.
Meist stammen diese Figuren aus Anime, Manga oder japanischen Computerspielen. Teilweise werden diese Figuren auch auf einem Seitenschläferkissen (sogenannte „Waifu-Pillows“ oder Dakimakuras) oder anderen Gegenständen dargestellt. Dabei kann auch der Grad der Bekleidung und die Stilelemente von Manga und Anime der Charaktere stark variieren und manche Objekte sind auch mehrseitig bedruckt. Die Motive von Waifu-Anhängern reichen dabei von Dekoration bis zu einer ernsthaften Beziehung oder sexuellen Fantasien. Das männliche Gegenstück wird als Husbando bezeichnet.
Der Begriff wird eher von westlichen Fans verwendet – in Japan selbst ist unter Otaku der Begriff ore no yome (俺の嫁 ‚meine Ehefrau‘) und ore no muko (俺の婿 ‚mein Ehemann‘) geläufig.

## Etymologie
Der Begriff kommt ursprünglich von der Anime-Serie Azumanga Daioh, wo die Figur Kimura versucht „my wife“ (zu Deutsch: Meine Ehefrau) auszusprechen, was sich aber wie mai waifu anhört. Da es aber im Japanischen keine Endkonsonanten gibt, ausgenommen n, wird in der für Fremdwörter verwendeten Silbenschrift Katakana der Begriff als waifu (ワイフ) und nicht waif geschrieben.
Husbando ist eine an das Japanische angelehnte Wortbildung – die korrekte Transkription im Japanischen wäre hazubando (ハズバンド).

## Netzkultur
Auch außerhalb der Anime-Szene wird der Begriff häufig verwendet, zum Beispiel in Form von Internetmemes auf sozialen Netzwerken, Foren und Imageboards. Die Online-Datenbank MyWaifuList beschäftigt sich mit weiblichen Charakteren und bietet viele Hintergrundinformationen, Bilder und Community-Funktionen an.